# Leucosolenia incerta
Leucosolenia incerta är en svampdjursart som beskrevs av Urban 1908. Leucosolenia incerta ingår i släktet Leucosolenia och familjen Leucosoleniidae. Inga underarter finns listade i Catalogue of Life.